# Lungotevere dell'Acqua Acetosa
Le lungotevere dell'Acqua Acetosa est le tronçon de lungotevere qui relie la via della Foce dell'Aniene au lungotevere Salvo D'Acquisto, à Rome, sur la rive droite du Tibre, dans le quartier Parioli, dans le Municipio II, situé au cœur de la ville, immédiatement au nord-est du centre historique.

## Caractéristiques
Le lungotevere dell'Acqua Acetosa tire son nom de la fontaine de l'Acqua Acetosa, construite en 1619 par l'architecte Giovanni Vasanzio à la demande du pape Paul V, qui appréciait l'eau riche en fer de la source qui se déversait à cet endroit. Il a été créé par une résolution du conseil municipal du 25 février 1948.

## Crédit d'auteurs
- (it) Cet article est partiellement ou en totalité issu de l’article de Wikipédia en italien intitulé « Lungotevere dell'Acqua Acetosa » (voir la liste des auteurs).